# LBX — Битвы маленьких гигантов
«LBX — Битвы маленьких гигантов» (яп. ダンボール戦機, англ. LBX — Battle of Little Giants) — японский аниме-сериал, выпущенный компанией OLM, Inc., и основанный на ролевой игре Little Battlers eXperience, выпущенной компанией Level-5. Сериал транслировался по телеканалу TV Tokyo со 2 марта 2011 года по 11 января 2012 года. Второй сезон сериала LBX — Battle of Little Giants также транслировался по телеканалу TV Tokyo с 18 января 2012 года по 20 марта 2013 года. Оба сезона лицензированы компанией Dentsu Entertainment USA для показа на территории США. На основе аниме была выпущена манга-адаптация, которая выпускалась издательством «Сёгакукан» в журнале CoroCoro Comic в феврале 2011 года.

## Сюжет
Действие происходит в 2046 году. Теперь высокие технологии распространены в каждом уголке мира и являются ведущим фактором в развитии человечества. Способ доставки грузов также радикально изменился после изобретения сверхпрочного картона из особого материала, на который не действует фактически никакие разрушительные силы и нагрузки. Так супер-картон стал востребоваться всё выше и вскоре его стали применять во время боя особых миниатюрных роботов LBX, которые ранее были запрещены из-за своей разрушительной силы, но снова набирают популярность. Крошечные воины, сражающиеся на картонных рингах стали известны как «Маленькие Гиганты».
Через 4 года после создания сверхпрочного картона, в 2050 году, Ван Ямано, ученик средних классов и ярый поклонник боёв LBX, становится пилотом LBX «AX-00», которого передаёт таинственная женщина, а также рассказывает Вану, что его родной отец, доктор Джон Ямано, всё ещё жив и знает о тайном заговоре в правительстве. Теперь Вану предстоит важная миссия — защищать Платиновую капсулу любой ценой, поскольку её содержимое может навсегда изменить мир: дать надежду или погрузить во тьму.

## Список основных персонажей
Ван Ямано
Сэйю: Мэгуми Кубота
Главный герой и протагонист всех трёх сезонов, а также фильма «11 молний только вперёд против LBX — Битвы маленьких гигантов». родной сын Мари Ямано и Джона Ямано, создателя роботов LBX, Ван Ямано имеет коричневые волосы, светло-ореховые глаза и светлую кожу. Умный, добрый, спокойный и уравновешенный мальчик. Прирождённый боец LBX. Очень сильно любит роботов LBX, так как это единственная ниточка, связывающая Вана с его отцом — Джоном Ямано, создателем всех роботов LBX. Отличный лидер, следящий, чтобы в его команде не было раздоров и ссор. Очень верен своим друзьям (когда Ами и Кацу были похищены, Ван был готов пойти на всё, чтобы спасти их). Учился в Западной Тихоокеанской средней школе Токио Пасифики. В первом сезоне ему 13 лет, во втором — 14, а в третьем — 18. Его роботы — АХ-00 (позднее стал Ахиллесом), Ахиллес, Один, Элизион, Икар Зеро, AX-000 (Королевский Легион, украден Мизере), Ахиллес D9 (перешёл к Хиро Озоре), Один MK-2.
Хиро Озора
Сэйю: Хиро Симоно
Второй главный герой второго сезона. Очень добрый, весёлый и вежливый мальчик. Очень любит видео-игры и старые сериалы о супергероях, например «Galactic Hero Senshiman». Встретив Вана Ямано, стал его верным учеником по боям LBX. Он быстро учится, что было продемонстрировано, когда он побеждал вражеских LBX и открыл новую специальную атаку своего робота. Когда он фокусируется на экстроллере, его тёмно-карие глаза временно становятся светло-карими и его способность управляться со своим экстроллером усиливается. Он очень быстро управляется со своим экстроллером, в чём и превосходит Вана. Кроме того, Хиро может предсказывать будущее своими глазами (в определённый момент ему приходят видения будущего). Его роботы — Одиссей, Икар Мощь и Ахиллес D9 (получен от Вана Ямано).
Роботы в играх — Космический герой Персей S и Небесный Артур. В «Истории правосудия» его роботом становится D Регудея.
Ран Ханасаки
Сэйю: Кана Ханадзава
Третья главная героиня второго сезона, хороша в ближнем бою. Ярая поклонница Вана Ямано, победителя ежегодного международного чемпионата LBX «Артемида» 2050-го года и чемпиона мира. Знает всех финалистов турнира «Артемида» 2050-го года. Ран живёт со своим дедушкой в семейном додзё. Является наследницей боя в стиле Ханасаки. Сильная, решительная и храбрая каратистка. Добрая и весёлая, порой гиперактивная. Присоединяется к Вану и Хиро после победы в турнире по карате среди женщин. Её роботы — Минерва и Минерва Плюс.
Ами Коэн
Сэйю: Марина Иноуэ
Вторая главная героиня первого и второго сезонов, хорошо разрабатывает стратегию боя для Вана, умная, добрая, уравновешенная и красивая девочка. Во втором сезоне является надзирательницей (позже Ван и его товарищи спасли её и вернули в свою команду), а в третьем не появляется. Её роботы — Куноичи, Пандора (получена от Дэймона Осгуда, президента компании «Тайни Орбит») и Тёмная Пандора (когда она была надзирательницей).
Кацу Уолкер
Сэйю: Дайсукэ Намикава
Третий главный герой первого и второго сезона. Мальчик, прекрасно разбирающийся в роботах LBX и компьютерных технологиях. Отличный тактик. Очень умный, добрый, сдержанный и дружелюбный мальчик, порой бывает неуверенным в себе. Иногда он действует очень быстро и резко. Например, он действовал так, когда был на стороне зла и это было направлено в сторону Вана. Кацу никогда никому не позволит причинить вред Вану или Ами. Во втором сезоне стал ненастоящим игроком-невольником, так как он очень хорошо владеет технологиями, что помогло ему не поддаться «Директорам». Его роботы — Десантник, Фараон (временно), Гладиатор (временно), Охотник, Фенрир и Ахиллес Дид (получен от Джона Ямано).
Джастин Кайдо
Сэйю: Хисафуми Ода
Один из главных героев первого, второго и третьего сезона. Умный, добрый и общительный мальчик с быстрыми рефлексами и прирождённым талантом пилотировать LBX, что позволяет ему побеждать своих соперников буквально за секунды, за что Дак Сэндо прозвал его «Императором Инстакиллером» (об этом свидетельствует Карта Таро № 4 «Император», на которую поглядывает Дак Сэндо, когда видит победы Джастина). Его родители погибли во время крушения моста. Девять лет назад до основных событий, в 2041 году, обрушился Токийский мост. Маленький Джастин плакал от ужаса, а журналисты прорывались к нему… Но министр Кайдо положил этому конец. Он сам отвёз его в больницу и поклялся стать ему семьёй, но когда узнал, что его дедушка — опасный преступник, перешёл на сторону Вана Ямано и его друзей, и стал игроком-испытателем компании «Кибер Лэнс». После победы над «Сторонниками Новой Зари», переехал в Вечный Город на обучение. Там он использовал своего нового LBX, чтобы спасти Джессику Кайос и Хиро Озору, оказавшихся в ловушке «Директоров» на поезде «Доктор», после чего встретился с Ваном и его новыми друзьями. После победы над Директорами, Международной Федерацией LBX и Мизере, стал вице-командором Харнесса в комплексной академии Камуи Даймон — одной из престижных академий LBX. В первом сезоне ему 13 лет, во втором — 14, а в третьем — 18. Его роботы — Император, Прото-Зенон, Зенон, Тритон.
Нильс Рихтер
Сэйю: Юки Кадзи
Один из главных героев первого, второго и третьего сезона. Его робот — Лю Бэй.
Джессика Кайос
Сейю: Эри Китамура
Одна из главных героев второго сезона, уверенная девчонка. Во втором сезоне ей 14 лет, а в третьем — 18. Её робот — Жанна Д'Арк.
Аска Кодзё
Сэйю: Рёко Сираиси
Одна из главных героев второго сезона, а также фильма «11 молний только вперёд против LBX — Битвы маленьких гигантов».
Во втором сезоне ей 12 лет, а в третьем — 16 лет. Её робот — Оборотень.
Мизере
Сэйю: Тайсукэ Ямамото
Главный антагонист второго сезона, LBX — Битвы маленьких гигантов», худой и бледный мальчик.

## Создание
Создание аниме-сериала компанией OLM, Inc. началось в 2008 году наряду с игрой LEVEL5 VISION 2008 от компании Level-5. В декабре 2009 года компания Level-5 объявила, что вместе со своей будущей игрой для PlayStation Portable по её мотивам будет выпущен аниме-сериал и манга. Компания Bandai выпустила меха-фигурки, которые будут фигурировать в будущей игре и аниме-сериале.
Несмотря на то, что изначально выпуск сериала планировался в 2010 году, он был перенесён на год, на 2 марта 2011 года.

## Музыка
Музыку к аниме-сериалу сочинил Рэй Кондо, который также создал музыку к играм Okami и Sengoku Basara 3.
Обе песни к вступительным заставкам первого сезона под названиями «1 Dream» (яп. 1ドリーム Ван дори:му, «Одна мечта») и «Isshin Denshin» (яп. 以心伝心 Исин-дэнсин, «Телепатия») исполняет рок-группа Little Blue boX. Песни к заключительным заставкам первого сезона «My Savings Bank» (яп. 僕の貯金箱 Боку но тёкин-бако, «Моя копилка») и «Secret Base» (яп. ヒミツキチ Химицукити, «Секретная база») исполняет Хироки Маэкава.
Во втором сезоне звучит четыре вступительные темы: «BRAVE HERO», «Three as One» (яп. 三位一体 Самми иттай, «Трое за одного»), «2 Spirits» (яп. 2スピリッツ Цу: супиритцу, «Два духа») и «Telepathy» (яп. テレパシー Тэрэпаси:, «Телепатия»), которые исполняет рок-группа Little Blue boX, а также две заключительные: «Do Wak Parappa» (яп. Do Wak パラッパ До Вак Параппа) и «Even if born again, it's good to be me» (яп. 生まれ変わっても僕でいいよ Умарэкаваттэмо боку дэ ий ё, «Я не буду против остаться собой и в следующей жизни»), которые также исполняет Хироки Маэкава.
Ольга Голованова исполнила вступительную песню «Это наша с тобой территория» для русской версии сериала. Использовалась на протяжении всех сезонов.